# ماویلو گلر
ماویلو گلر (انگلیسی: Mavillo Gheller؛ زادهٔ ۳ اوت ۱۹۷۵) بازیکن فوتبال اهل ایتالیا است.
از باشگاه‌هایی که در آن بازی کرده‌است می‌توان به باشگاه فوتبال پیستویزه، باشگاه فوتبال مونتسا، باشگاه فوتبال نووارا، و باشگاه فوتبال وارزه اشاره کرد.